# 赵仁珪
赵仁珪（1942年6月—），男，北京人，中国唐宋文学专家，北京师范大学文学院古典文学教授，中央文史研究馆馆员，中华诗词学会顾问。